# Le Cygne (court métrage)
Pour les articles homonymes, voir Le Cygne.
Pour plus de détails, voir Fiche technique et Distribution.
Le Cygne est un court métrage français écrit, réalisé et produit par Dominique Delouche, sorti en 1983.

## Synopsis
Yvette Chauviré, la grande danseuse célèbre pour son admirable interprétation de Giselle et aussi de La Mort du cygne, transmet sur la scène de l'Opéra de Paris la gestuelle et les pas du cygne à l'étoile de l'Opéra de Paris Dominique Khalfouni.

## Fiche technique
- Titre : Le Cygne
- Réalisateur : Dominique Delouche
- Assistant réalisateur : Christian Bidault
- Scénario : Dominique Delouche
- Directeur de la photographie : Daniel Vogel
- Cadreur : Jacques Mironneau
- Assistant opérateur : Alain Herpe
- Musique : ballet La Mort du cygne de Michel Fokine, d'après le treizième morceau, Le Cygne, du Carnaval des animaux de Camille Saint-Saëns  (1886)
- Violoncelle : Maurice Gendron (en play-back)
- Pianistes : Antonio Rosado (en play-back), Pietro Galli (sur le plateau)
- Chorégraphie : Yvette Chauviré, d'après Michel Fokine
- Montage : Isabelle Dedieu
- Ingénieur du son : Roger Di Ponio
- Maquillage : Jean-Paul Thomas (produits de la maison Innoxa)
- Producteur : Dominique Delouche
- Société de production : Les Films du Prieuré, Cinéthèque
- Sociétés de distribution : Les Films du Prieuré (cinéma), Doriane Films (DVD, 2018, inclus dans le coffret Les Inoubliables de la danse)
- Pays d'origine :  France
- Genre : documentaire
- Durée : 10 minutes 23 secondes
- Format : couleurs - négatif et positif : 35 mm
- Tournage : en 1983 aux Studios Francœur
- Copyright by Les Films du Prieuré 1983
- Date de sortie : 1983 (au cinéma), 29 octobre 2018 (en DVD)
- Visa : 57041 (délivré le 21 mars 1983)

## Distribution
- Yvette Chauviré : elle-même
- Dominique Khalfouni : elle-même